# Val-du-Mignon
Val-du-Mignon est une commune nouvelle française résultant de la fusion le 1er janvier 2019 des communes de Priaires, Thorigny-sur-le-Mignon et Usseau située dans le département des Deux-Sèvres, en région Nouvelle-Aquitaine.

## Géographie

### Communes limitrophes
| Mauzé-sur-le-Mignon                      | La Rochénard              | La Foye-Monjault                      |
| Saint-Saturnin-du-Bois Charente-Maritime | Val-du-Mignon             | Plaine-d'Argenson                     |
|                                          | Marsais Charente-Maritime | Dœuil-sur-le-Mignon Charente-Maritime |

### Climat
Pour des articles plus généraux, voir Climat de la Nouvelle-Aquitaine et Climat des Deux-Sèvres.
Historiquement, la commune est exposée à un climat océanique limousin.  
En 2020, Météo-France publie une typologie des climats de la France métropolitaine dans laquelle la commune est exposée à un climat océanique et est dans la région climatique Poitou-Charentes, caractérisée par un bon ensoleillement, particulièrement en été et des vents modérés.
Pour la période 1971-2000, la température annuelle moyenne est de 12,3 °C, avec une amplitude thermique annuelle de 14,3 °C. Le cumul annuel moyen de précipitations est de 837 mm, avec 12,4 jours de précipitations en janvier et 6,7 jours en juillet. Pour la période 1991-2020, la température moyenne annuelle observée sur la station météorologique la plus proche, située sur la commune de Prin-Deyrançon à 7 km à vol d'oiseau, est de 12,9 °C et le cumul annuel moyen de précipitations est de 837,0 mm,. Pour l'avenir, les paramètres climatiques de la commune estimés pour 2050 selon différents scénarios d’émission de gaz à effet de serre sont consultables sur un site dédié publié par Météo-France en novembre 2022.

## Urbanisme

### Typologie
Au 1er janvier 2024, Val-du-Mignon est catégorisée commune rurale à habitat dispersé, selon la nouvelle grille communale de densité à sept niveaux définie par l'Insee en 2022.
Elle est située hors unité urbaine. Par ailleurs la commune fait partie de l'aire d'attraction de Niort, dont elle est une commune de la couronne,. Cette aire, qui regroupe 91 communes, est catégorisée dans les aires de 50 000 à moins de 200 000 habitants,.

### Risques majeurs
Le territoire de la commune de Val-du-Mignon est vulnérable à différents aléas naturels : météorologiques (tempête, orage, neige, grand froid, canicule ou sécheresse), inondations, mouvements de terrains et séisme (sismicité modérée). Un site publié par le BRGM permet d'évaluer simplement et rapidement les risques d'un bien localisé soit par son adresse soit par le numéro de sa parcelle.
Certaines parties du territoire communal sont susceptibles d’être affectées par le risque d’inondation par débordement de cours d'eau, notamment le Mignon, les Alleuds et. La commune a été reconnue en état de catastrophe naturelle au titre des dommages causés par les inondations et coulées de boue survenues en 1982, 1983, 1993, 1995, 1999 et 2010,.

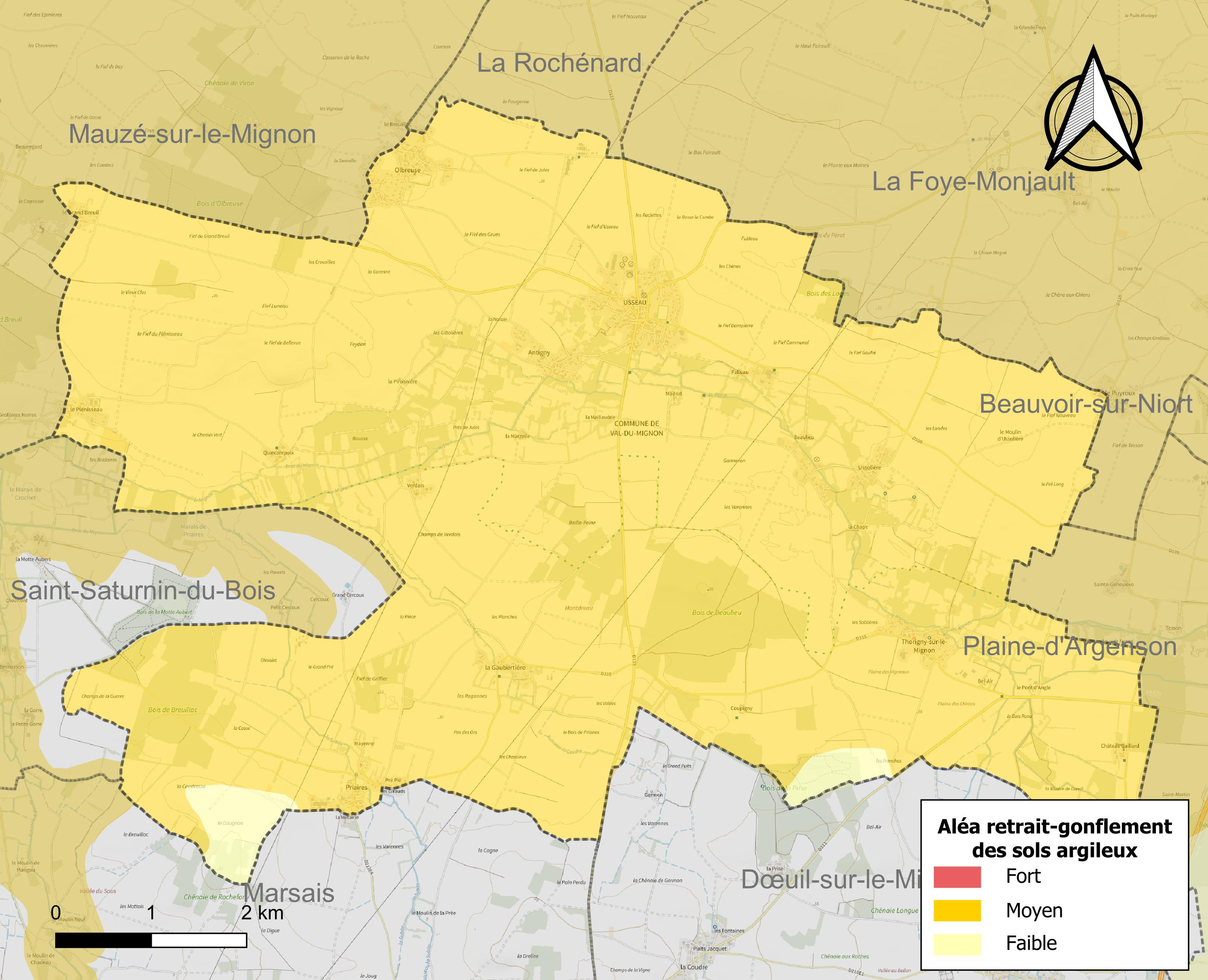
Carte des zones d'aléa retrait-gonflement des sols argileux de Val-du-Mignon.

Les mouvements de terrains susceptibles de se produire sur la commune sont des tassements différentiels. Le retrait-gonflement des sols argileux est susceptible d'engendrer des dommages importants aux bâtiments en cas d’alternance de périodes de sécheresse et de pluie. 98,1 % de la superficie communale est en aléa moyen ou fort (54,9 % au niveau départemental et 48,5 % au niveau national). Depuis le 1er octobre 2020, en application de la loi ELAN, différentes contraintes s'imposent aux vendeurs, maîtres d'ouvrages ou constructeurs de biens situés dans une zone classée en aléa moyen ou fort,.
La commune a été reconnue en état de catastrophe naturelle au titre des dommages causés par la sécheresse en 2003 et par des mouvements de terrain en 1999 et 2010.

## Toponymie
Le nom de la commune a été soumis à un vote qui proposait trois noms : Val-du-Mignon, Bellerives-du-Mignon et Soryère. Le premier a été choisi à 60,69 %.

## Histoire
Elle est créée par l'arrêté préfectoral du 19 septembre 2018 avec effet au 1er janvier 2019.
En 2023 commence la construction d'une bassine de 160 000 m3 pour y stocker de l'eau pompée pendant la période hivernale. Les associations et syndicats agricoles opposés à la construction des mégabassines annoncent leur intention de manifester sur place le 8 septembre.

## Politique et administration

### Communes déléguées
| Nom                    | Code Insee | Intercommunalité | Superficie (km2) | Population (dernière pop. légale) | Densité (hab./km2) |
| ---------------------- | ---------- | ---------------- | ---------------- | --------------------------------- | ------------------ |
| Usseau (siège)         | 79334      | CA du Niortais   | 16,24            | 884 (2016)                        | 54                 |
| Priaires               | 79219      | CA du Niortais   | 6,84             | 119 (2016)                        | 17                 |
| Thorigny-sur-le-Mignon | 79328      | CA du Niortais   | 5,26             | 105 (2016)                        | 20                 |

### Liste des maires
| Période                                  | Période  | Identité                  | Étiquette       | Qualité              |
| ---------------------------------------- | -------- | ------------------------- | --------------- | -------------------- |
| 2019                                     | 2020     | Sébastien Dugleux         | Divers gauche   |                      |
| 2020                                     | En cours | Marie-Christelle Bouchery | Droite agricole | Exploitante agricole |
| Les données manquantes sont à compléter. |          |                           |                 |                      |

## Culture locale et patrimoine

### Lieux et monuments
- Église Notre-Dame de Priaires.